# Patricia Arquette
Patricia Arquette (født 8. april 1968 i Chicago, Illinois) er en amerikansk skuespiller.
Hun er datteren af skuespilleren Lewis Arquette, og barnebarn af komikeren Cliff Arquette. Hun er søster til skuespillerne Rosanna Arquette, David Arquette og Alexis Arquette.
Hun var tidligere gift med Oscar-vinder skuespilleren Nicolas Cage fra 1995 til 2001.
Hun og skuespillerkollegaen Thomas Jane er forældre til en pige med navnet Harlow Olivia Calliope.
Hun vandt selv en Emmy i 2005 for sin rolle som mediet Allison DuBois i tv-serien Medium. For rollen som Olivia Evans i Boyhood , vandt Arquette Oscaren for bedste kvindelige birolle i 2015.

## Filmografi
- Boyhood (2014)
- Medium (TV-serie) (TV-serie) (2005)
- Deeper Than Deep (2003)
- Tiny Tiptoes (2003)
- Holes (2003)
- Human Nature (2001)
- Little Nicky (2000)
- Bringing Out the Dead (1999)
- Stigmata (1999)
- The Hi-Lo Country (1998)
- Lost Highway (1997)
- Nightwatch (1997)
- Flirting with Disaster (1996)
- Holy Matrimony (1994)
- Ed Wood (1994)
- True Romance (1993)
- Harry & Kit (1992)
- Inside Monkey Zetterland (1992)
- The Indian Runner - Blodsbrødre (1991)
- Rollerboys (1990)
- Far North (1988)
- A Nightmare on Elm Street 3: Dream Warriors (1987)
- Pretty Smart (1986)

## Eksterne links
- Wikimedia Commons har flere filer relateret til Patricia Arquette
- Patricia Arquette på Internet Movie Database (engelsk)
- Patricia Arquette på Filmdatabasen
- Patricia Arquette på danskefilm.dk
- Patricia Arquette på danskfilmogtv.dk
- Patricia Arquette på Scope
- Patricia Arquette på Svensk Filmdatabas (svensk)
- Patricia Arquette på AlloCiné (fransk)
- Patricia Arquette på AllMovie (engelsk)
- Patricia Arquette på Turner Classic Movies (engelsk)
- Patricia Arquette på Rotten Tomatoes (engelsk)